# Eleições gerais no Brasil em 1954
Em 3 de outubro de 1954 (domingo) foram realizadas eleições gerais no Brasil onde foram renovados onze governos estaduais, dois terços do Senado Federal, toda a Câmara dos Deputados e as Assembléias Legislativas.

## Governadores
Na relação abaixo foram destacados em negrito os governadores de estado eleitos em 1955 visto que a duração uniforme dos mandatos só ocorreu a partir de 1970.
| Estado | Estado              | Região | Governador               | Partido | Vice-Governador           |
| ------ | ------------------- | ------ | ------------------------ | ------- | ------------------------- |
|        | Alagoas             | NE     | Muniz Falcão             | PSP     | Sizenando Nabuco          |
|        | Amazonas            | N      | Plínio Coelho            | PTB     | —                         |
|        | Bahia               | NE     | Antônio Balbino          | PTB     | —                         |
|        | Ceará               | NE     | Paulo Sarasate           | UDN     | Flávio Marcílio           |
|        | Espírito Santo      | SE     | Francisco Aguiar         | PTB     | Adwalter Ribeiro Soares   |
|        | Goiás               | CO     | José Ludovico de Almeida | PSD     | Bernardo Saião            |
|        | Maranhão            | NE     | José de Matos Carvalho   | PSD     | Alexandre Costa           |
|        | Mato Grosso         | CO     | João Ponce de Arruda     | PSD     | Henrique Jose Vieira Neto |
|        | Minas Gerais        | SE     | Bias Fortes              | PSD     | Artur Bernardes Filho     |
|        | Pará                | N      | Magalhães Barata         | PSD     | Moura Carvalho            |
|        | Paraíba             | NE     | Flávio Coutinho          | UDN     | Pedro Gondim              |
|        | Paraná              | S      | Moisés Lupion            | UDN     | —                         |
|        | Pernambuco          | NE     | Cordeiro de Farias       | PSD     | Otávio Araújo             |
|        | Piauí               | NE     | Gaioso e Almendra        | PSD     | Francisco de Castro       |
|        | Rio de Janeiro      | SE     | Miguel Couto Filho       | PTB     | Togo de Barros            |
|        | Rio Grande do Norte | NE     | Dinarte Mariz            | UDN     | José Augusto Varela       |
|        | Rio Grande do Sul   | S      | Ildo Meneghetti          | PSD     | —                         |
|        | Santa Catarina      | S      | Jorge Lacerda            | UDN     | Heriberto Hülse           |
|        | São Paulo           | SE     | Jânio Quadros            | PTN     | Porfírio da Paz           |
|        | Sergipe             | NE     | Leandro Maciel           | UDN     | Jose Machado de Souza     |

## Senadores
| Estado | Estado              | Região | Senador                                 | Partido | Suplentes                                                 |
| ------ | ------------------- | ------ | --------------------------------------- | ------- | --------------------------------------------------------- |
|        | Alagoas             | NE     | Freitas Cavalcanti Rui Palmeira         | UDN     | Afrânio Lages Luiz Cavalcante                             |
|        | Amazonas            | N      | Antovila Vieira Leopoldo Melo           | PTB     | Valter Scott da Silva Rayol Paulo Coelho                  |
|        | Bahia               | NE     | João de Lima Teixeira Juracy Magalhães  | PTB UDN | Osvaldo de Castro Paiva Ovídio Teixeira                   |
|        | Ceará               | NE     | José Parsifal Barroso Manoel Távora     | PTB UDN | Fausto Cabral Carlos Sabóia                               |
|        | Distrito Federal    | SE     | Aguinaldo de Castro Gilberto Marinho    | PTB PSD | Luis Pinheiro Paes Leme Osvaldo Moura Brasil              |
|        | Espírito Santo      | SE     | Ari de Siqueira Viana Atílio Vivacqua   | PSP     | Urcercino Ourique de Aguiar Silvino Del Caro              |
|        | Goiás               | CO     | Coimbra Bueno Pedro Ludovico            | UDN PSD | Frederico Nunes da Silva Jose da Costa Pereira            |
|        | Maranhão            | NE     | Sebastião Archer Vitorino Freire        | PSD     | Remy Archer Alfredo Duailibe                              |
|        | Mato Grosso         | CO     | Filinto Müller João Vilas Boas          | PSD UDN | Heitor Medeiros Wilson Barbosa Martins                    |
|        | Minas Gerais        | SE     | Benedito Valadares Lúcio Bittencourt    | PSD PTB | Olinto Fonseca Filho João Lima Guimarães                  |
|        | Pará                | N      | Adolfo Silveira Magalhães Barata        | PSD     | Joaquim Lobão da Silveira Waldir Bouhid                   |
|        | Paraíba             | NE     | Argemiro Figueiredo João Arruda         | UDN     | Jose Mário Porto Otacílio Jurema                          |
|        | Paraná              | S      | Alô Guimarães Moisés Lupion             | PSD     | Gaspar Veloso Alô Guimarães                               |
|        | Pernambuco          | NE     | Antônio de Novais Filho Jarbas Maranhão | PSD UDN | Luis Sebastião Guedes Alcoforado Nelson Firmo de Oliveira |
|        | Piauí               | NE     | Leônidas Melo Matias Olímpio            | PSD     | Mendonça Clark João Mendes Olímpio de Melo                |
|        | Rio de Janeiro      | SE     | Paulo Fernandes Tarcísio Miranda        | PTB PSD | Lutterbach Nunes Arlindo Rodrigues                        |
|        | Rio Grande do Norte | NE     | Dinarte Mariz Georgino Avelino          | UDN PSD | Reginaldo Oliveira Sérgio Marinho                         |
|        | Rio Grande do Sul   | S      | Armando Câmara Daniel Krieger           | PSD     | Mem de Sá Jose Salgado Martins                            |
|        | Santa Catarina      | S      | Nereu Ramos Saulo Ramos                 | PSD     | Benjamin Gallotti Rodrigo Lobo                            |
|        | São Paulo           | SE     | Auro de Moura Andrade Lino de Matos     | PTN PSP | Paulo Abreu Antônio Barros Filho                          |
|        | Sergipe             | NE     | Augusto Maynard Gomes Lourival Fontes   | PSD UDN | Jorge Maynard Lauro Dantas Hora                           |

## Deputados Federais
| Estado | Estado              | PSD | PTB | UDN | PSB | PR | PL | PDC | PSP | PRT | PRP | PST | PTN | MTR | Total |
| ------ | ------------------- | --- | --- | --- | --- | -- | -- | --- | --- | --- | --- | --- | --- | --- | ----- |
|        | TF Acre             | 1   | 1   | 0   | 0   | 0  | 0  | 0   | 0   | 0   | 0   | 0   | 0   | 0   | 2     |
|        | Alagoas             | 1   | 2   | 5   | 1   | 0  | 0  | 0   | 0   | 0   | 0   | 0   | 0   | 0   | 9     |
|        | Amazonas            | 3   | 4   | 0   | 0   | 0  | 0  | 0   | 0   | 0   | 0   | 0   | 0   | 0   | 7     |
|        | TF Amapá            | 1   | 0   | 0   | 0   | 0  | 0  | 0   | 0   | 0   | 0   | 0   | 0   | 0   | 1     |
|        | Bahia               | 7   | 5   | 7   | 0   | 5  | 2  | 1   | 0   | 0   | 0   | 0   | 0   | 0   | 27    |
|        | Ceará               | 6   | 2   | 6   | 0   | 1  | 0  | 0   | 3   | 0   | 0   | 0   | 0   | 0   | 18    |
|        | Distrito Federal    | 2   | 5   | 5   | 1   | 1  | 0  | 0   | 2   | 1   | 0   | 0   | 0   | 0   | 17    |
|        | Espírito Santo      | 4   | 2   | 0   | 0   | 0  | 0  | 0   | 0   | 0   | 1   | 0   | 0   | 0   | 7     |
|        | Goiás               | 4   | 0   | 2   | 0   | 0  | 0  | 0   | 2   | 0   | 0   | 0   | 0   | 0   | 8     |
|        | Maranhão            | 8   | 0   | 0   | 0   | 0  | 0  | 0   | 2   | 0   | 0   | 0   | 0   | 0   | 10    |
|        | Mato Grosso         | 2   | 1   | 4   | 0   | 0  | 0  | 0   | 0   | 0   | 0   | 0   | 0   | 0   | 7     |
|        | Minas Gerais        | 18  | 5   | 10  | 0   | 5  | 0  | 0   | 1   | 0   | 0   | 0   | 0   | 0   | 39    |
|        | Pará                | 6   | 0   | 0   | 0   | 0  | 0  | 0   | 3   | 0   | 0   | 0   | 0   | 0   | 9     |
|        | Paraíba             | 4   | 0   | 5   | 0   | 0  | 2  | 0   | 0   | 0   | 0   | 0   | 0   | 0   | 11    |
|        | Pernambuco          | 10  | 3   | 4   | 0   | 0  | 1  | 1   | 1   | 0   | 0   | 2   | 0   | 0   | 22    |
|        | Piauí               | 3   | 1   | 2   | 0   | 0  | 0  | 0   | 1   | 0   | 0   | 0   | 0   | 0   | 7     |
|        | Paraná              | 4   | 4   | 3   | 0   | 2  | 0  | 0   | 1   | 0   | 0   | 0   | 0   | 0   | 14    |
|        | Rio de Janeiro      | 6   | 2   | 5   | 0   | 0  | 0  | 1   | 0   | 0   | 0   | 1   | 0   | 2   | 17    |
|        | TF Rio Branco       | 0   | 0   | 0   | 0   | 0  | 0  | 0   | 0   | 0   | 0   | 0   | 1   | 0   | 1     |
|        | Rio Grande do Norte | 3   | 0   | 2   | 0   | 0  | 0  | 0   | 2   | 0   | 0   | 0   | 0   | 0   | 7     |
|        | TF Rondônia         | 1   | 0   | 0   | 0   | 0  | 0  | 0   | 0   | 0   | 0   | 0   | 0   | 0   | 1     |
|        | Rio Grande do Sul   | 7   | 11  | 1   | 0   | 0  | 3  | 0   | 0   | 0   | 2   | 0   | 0   | 0   | 24    |
|        | Santa Catarina      | 4   | 1   | 5   | 0   | 0  | 0  | 0   | 0   | 0   | 0   | 0   | 0   | 0   | 10    |
|        | Sergipe             | 2   | 1   | 3   | 0   | 1  | 0  | 0   | 0   | 0   | 0   | 0   | 0   | 0   | 7     |
|        | São Paulo           | 12  | 8   | 4   | 2   | 1  | 0  | 1   | 11  | 0   | 0   | 0   | 5   | 0   | 44    |
| Total  | Total               | 119 | 58  | 73  | 4   | 16 | 8  | 4   | 29  | 1   | 3   | 3   | 6   | 2   | 326   |